# Royne
Gelats Royne és una empresa espanyola pertanyent al grup Crestes La Galeta, també propietària de Gelats Somosierra, que es dedica a la fabricació i comercialització de gelats. A més de Royne, comercialitza altres marques com  Tampico  o  Sweet Ice , a més de fabricar per a altres marques de distribució. La seva seu es troba a la ciutat de Leganés, i encara que distribueix per tot Espanya el seu principal punt comercial és la Comunitat de Madrid.
La companyia sorgeix el 1939 de la mà de José Fernández, que va començar a fabricar artesanalment gelats a Madrid. No obstant això, la seva producció industrial no començaria fins a la dècada de 1960, quan la companyia adquireix la maquinària necessària i es trasllada a una fàbrica al polígon industrial de Leganés. Royne va ser propietat de la família Fernández fins a l'any 2000, quan van vendre la companyia a l'empresa Parmalat, que a Espanya comercialitzava Clesa. Però la crisi financera del grup italià l'any 2003 va deixar al grup Clesa en una mala posició. A la fin, l'empresa Nueva Rumasa, pertanyent a José María Ruiz-Mateos, va comprar l'empresa el 1 d 'octubre de 2007 al costat de tots els seus actius, la qual cosa incloïa a Royne. Al febrer de 2013 gelats Somosierra adquireix gelats Royne (fàbrica de Leganés, delegacions nacionals i flota de 199 camions) per a la represa de la seva activitat sota les marques Royne i Somosierra.
El cessament de la producció a la fàbrica de Leganés data de setembre de 2011.